# Street Fighting Man
«Street Fighting Man»—en español: «Luchador callejero»— es una canción de la banda británica The Rolling Stones incluida en el álbum de 1968 Beggars Banquet. La revista Rolling Stone la ubicó en el lugar 301 de la Lista de Rolling Stone de las 500 Canciones Más Grandes de la Historia.

## Inspiración
Originalmente titulada y grabada como «Did Everyone Pay Their Dues?», canción con la misma música pero con diferentes letras. Este es uno de los trabajos de Mick Jagger y Keith Richards con más inclinación hacia los asuntos políticos.
Jagger la escribió sobre Tariq Ali después de asistir a un mitin de 1968 contra la guerra en la embajada estadounidense en Londres, durante el cual la policía montada intentó controlar a una multitud de 25 000 personas. También encontró inspiración en la violencia creciente de los estudiantes manifestantes en el Margen izquierda (París), precursor del mayo francés de 1968.

## Grabación
Fue grabada en los Olympic Studios en marzo de 1968, continuando en mayo y junio de ese mismo año. Con Jagger como vocalista, Richards segunda voz, Brian Jones interpretando el distintivo sitar y también la tanbura. Richards además toca la guitarra acústica y el bajo. Charlie Watts toca la batería mientras Nicky Hopkins toca el piano que se oye durante el intro. El shehnai es tocado en la canción por Dave Mason. En la primera versión del tema «Did Everybody Pay Their Dues?», Rick Grech aportó una prominente viola eléctrica.

## Lanzamiento y legado
Fue lanzada como sencillo el 31 de agosto de 1968 y aunque era muy popular llegó solo al lugar 48, quedando fuera de los Top 40 de las listas norteamericanas en respuesta a la denegación de muchas estaciones de radio para tocar la canción basada en que la letra fue percibida como "subversiva".
El lado B estaba conformado por la canción «No Expectations». Por razones desconocidas, el sencillo no fue lanzado en el Reino Unido hasta 1971 (respaldado por «Surprise, Surprise», inédito en el Reino Unido).
La versión del álbum de la canción ha sido incluido en las compilaciones Through the Past, Darkly (Big Hits Vol. 2), Hot Rocks 1964-1971, Singles Collection: The London Years, Forty Licks, y GRRR!. Ha sido grabada en muchas ocasiones y la han incluida en discos en vivo de la banda como Get Yer Ya-Ya's Out!, Stripped , Live Licks y Sweet Summer Sun: Hyde Park.

## En directo
La canción debutó en directo en la American Tour 1969 y, desde entonces, ha formado parte del repertorio básico en los shows en vivo de los Stones. No obstante, en las giras Bridges to Babylon Tour 1997-98 y 50 & Counting 2012-13 se tocó de manera esporádica, y faltó por completo en las giras European Tour 1982 y A Bigger Bang Tour 2005-07.

## Personal
Acreditados:
- Mick Jagger: voz, percusión
- Keith Richards: guitarra acústica, bajo
- Brian Jones: sitar, tanpura
- Charlie Watts: batería
- Dave Mason: shehnai, bombo
- Nicky Hopkins: piano

## Posicionamiento en las listas
| Listas (1968)                      | Mejor posición |
| ---------------------------------- | -------------- |
| Alemania (Media Control AG)        | 7              |
| Austria (Ö3 Austria Top 40)        | 7              |
| Bélgica (Flandes) (Ultratop 50)    | 13             |
| Canadá (RPM)                       | 32             |
| Estados Unidos (Billboard Hot 100) | 48             |
| Países Bajos (Mega Single Top 100) | 5              |
| Suiza (Schweizer Hitparade)        | 4              |
| Listas (1971)                      | Mejor posición |
| Reino Unido (UK Singles Chart)     | 21             |

## Versiones de otros artistas
Otros grupos que han hecho versiones de esta canción son Rage Against the Machine, Rod Stewart, Mötley Crüe, The Ramones, Oasis y Tesla. El guitarrista Pete Townshend de The Who ha dicho admirar la estructura musical de «Street Fighting Man» y es inspiración para «I'm Free» en Tommy. De una perspectiva musical es interesante que está producido enteramente en los instrumentos acústicos aparte del bajo eléctrico.

## En la cultura popular
- La canción se usó como tema de créditos finales en el thriller distópico de 2005 V for Vendetta y en la película animada de Wes Anderson de 2009 stop-motion de 2009 Fantastic Mr. Fox en la apertura de la escena "The Terrible Tractors". También se utilizó en la película White House Down.